# Xenomyia osculata
Xenomyia osculata är en tvåvingeart som beskrevs av Adrian C. Pont och Werner 2003. Xenomyia osculata ingår i släktet Xenomyia och familjen husflugor. Inga underarter finns listade i Catalogue of Life.